# Die Schneeprinzessin
Die Schneeprinzessin (japanisch 白姫抄 Shirahime-shō) ist ein Manga des Zeichenquartetts Clampaus dem Jahr 1992. In diesem Einzelband werden drei Geschichten über die Schneeprinzessin Shirahime erzählt, die durch eine lose Rahmenhandlung zusammengehalten werden und auf alten japanischen Sagen um die Yuki Onna basieren.

## Inhalt
Ein junger Bauer trifft im Schnee auf eine auffallend schöne junge Frau, die auf etwas zu warten scheint. Er warnt sie vor der Schneeprinzessin Shirahime, deren Tränen angeblich zu Schnee werden. Diese Rahmenhandlung umgibt die Geschichten als Prolog sowie Epilog.

### Der Wolfsberg (牙狼の山,Garō no Yama)
Eine junge Frau macht sich auf den Weg in die Berge, um den Tod ihres Vaters zu rächen, der allem Anschein nach von einem Wolf getötet wurde. Unterwegs wird sie jedoch von Wildhunden angegriffen und schließlich von einem großen schwarzen Wolf gerettet. Sie erkennt, dass sie falsch lag, und schließt mit dem Wolf schließlich Freundschaft. Doch ihr Glück währt nicht ewig.

### Die Eisblume (氷の花,Kōri no Hana)
Ein junger Mann zieht in die Welt hinein und bittet seine Freundin Kaya auf ihn zu warten. Am ewig gefrorenen Eissee gibt sie ihm das Versprechen auf ihn zu warten und sich für ihn nicht zu verändern. Als er nach 30 Jahren zurückkehrt hat er natürlich die Hoffnung aufgegeben, dass sie auf ihn wartet. Doch sie hat ihr Versprechen gehalten, wenn auch auf schmerzliche Weise.

### Das glückliche Paar (比翼の鳥,Hiyoku no Tori)
Ein junger Krieger verirrt sich nach der Schlacht in der schneebedeckten Landschaft. Lediglich der Gedanke an seine Freundin hält ihn aufrecht. Als er im Schnee ein glückliches Reiherpaar sieht, dreht er durch und tötet einen der Vögel. Als er nach einer Weile auf den inzwischen kopflosen Reiherkadaver stößt, erkennt er, dass er im Kreis gelaufen ist und gibt seine Hoffnungen auf. Doch plötzlich erscheint eine seltsame Frau, die einen Schädel in ihrer Hand hält.

## Entstehung und Veröffentlichungen
Die Gruppe wurde vom Redakteur des Magazins Bar Pretty um eine Mangaserie gebeten, woraus sie Idee zu Die Schneeprinzessin entstand. Eine erste Illustration zur Geschichte erschien in Form einer Postkarte mit der Titelfigur im Bar Pretty im März 1992 bei Kodansha. Zu diesem Zeitpunkt stand außer diesem Design und einem Konzept noch nichts fest. Die Serie wurde danach innerhalb kurzer Frist fertiggestellt, für die Fertigstellung der Zeichnungen standen nur 10 Tage zur Verfügung. Die Schneeprinzessin erschien in Japan dann am 10. Juni 1992 als Sammelband. Eine Neuauflage erschien 2001 bei Kadokawa Shoten zunächst in dessen Magazin Asuka Comics DX und dann wieder in einem Sammelband.
Eine deutsche Ausgabe wurde im November 2004 bei Egmont Manga und Anime veröffentlicht. Die Übersetzung stammt von Costa Caspary. Die großformatige Taschenbuchausgabe enthält wie das Original acht kolorierte Farbseiten am Anfang. Eine englische Fassung wurde von Tokyopop herausgegeben sowie 2015 von Viz Media als digitale Fassung. Eine französische Übersetzung erschien bei Glénat und eine spanische bei Norma Editorial. Auf Polnisch erschien der Manga bei Waneko und auf Chinesisch bei Kadokawa Taiwan.

## Rezeption
In Manga – The Complete Guide heißt es über die Serie, die Tönungen mit Wasserfarben seien stets wunderschön, aber das Charakterdesign gehöre zu den beliebigsten, die man von Clamp kenne. Die Geschichten würden sehr traditionell erzählt und nur am Ende im Epilog eine moderne Wendung ergänzt. Für die meisten Leser sei der Band zu schnell erzählt und ohne weitere Substanz, um sich zu lohnen. Laut AnimaniA huldige Clamp mit dem Werk „der klassischen japanischen Ausdrucksweise überlieferter Märchen“. „Das getragene, poetische Erzählen ist aber sicher nicht jedermanns Sache, denn die Spannung […] wird vor allem durch die Hoffnung auf ein Happy End aufrechterhalten.“ Die Zeichnungen machten die Emotionen der Charaktere greifbar und hebten sich „durch die Nutzung sanfter Wasserfarben und behutsamer Pinselstriche“ – in Anlehnung an traditionelle Malerei – vom übrigen Werk Clamps ab, wobei deren charakteristischer Stil weiterhin erkennbar sei.